# Османов Сейфаддін Магадінович
Сейфаддін Османов (каз. Сейфаддин Магадинович Османов; нар. 27 травня 1982) — казахський борець вільного стилю, дворазовий бронзовий призер чемпіонатів Азії, срібний призер Чемпіонату світу з боротьби серед військовослужбовців. Майстер спорту міжнародного класу.

## Життєпис
Боротьбою почав займатися з 1997 року.
Виступав за ЦСКА, Шимкент. Тренер — Марад Мусалімов (з 2006).
У 2003 році закінчив Східноказахстанський державниий університет ім. С. Аманжолова за спеціальністю фізична культура та спорт.
З 2004 року працював тренером-викладачем у КДУ «ДЮСШ з національних видів кінного спорту міста Усть-Каменогорська» УФК та СВКО.
З 2022 р. тренер-викладач з вільної боротьби КДУ «ВКО СШИКОРДОДС» УФК та С ВКО.
Підготував чемпіона Казахстану та 7 кандидатів у майстри спорту з вільної боротьби.

## Спортивні результати на міжнародних змаганнях

### Виступи на Чемпіонатах світу
| Змагання                        | Збірна    | Вагова категорія          | Місце |
| ------------------------------- | --------- | ------------------------- | ----- |
| Чемпіонат світу з боротьби 2009 | Казахстан | вільна боротьба, до 74 кг | 14    |

### Виступи на Чемпіонатах Азії
| Змагання                       | Збірна    | Вагова категорія          | Місце  |
| ------------------------------ | --------- | ------------------------- | ------ |
| Чемпіонат Азії з боротьби 2004 | Казахстан | вільна боротьба, до 74 кг | 4      |
| Чемпіонат Азії з боротьби 2007 | Казахстан | вільна боротьба, до 74 кг | Бронза |
| Чемпіонат Азії з боротьби 2010 | Казахстан | вільна боротьба, до 74 кг | Бронза |
| Чемпіонат Азії з боротьби 2011 | Казахстан | вільна боротьба, до 74 кг | 9      |

### Виступи на Азійських іграх
| Змагання           | Збірна    | Вагова категорія          | Місце |
| ------------------ | --------- | ------------------------- | ----- |
| Азійські ігри 2010 | Казахстан | вільна боротьба, до 74 кг | 8     |

### Виступи на Кубках світу
| Змагання                    | Збірна    | Вагова категорія          | Місце |
| --------------------------- | --------- | ------------------------- | ----- |
| Кубок світу з боротьби 2009 | Казахстан | вільна боротьба, до 74 кг | 6     |
| Кубок світу з боротьби 2012 | Казахстан | вільна боротьба, до 74 кг | 4     |

### Виступи на Чемпіонатах світу серед військовослужбовців
| Змагання                                                  | Збірна    | Вагова категорія          | Місце  |
| --------------------------------------------------------- | --------- | ------------------------- | ------ |
| Чемпіонат світу з боротьби серед військовослужбовців 2006 | Казахстан | вільна боротьба, до 74 кг | 5      |
| Чемпіонат світу з боротьби серед військовослужбовців 2010 | Казахстан | вільна боротьба, до 74 кг | Срібло |

### Виступи на інших змаганнях
| Змагання                                                      | Збірна    | Вагова категорія          | Місце  |
| ------------------------------------------------------------- | --------- | ------------------------- | ------ |
| Турнір Дана Колова — Николи Петрова 2007                      | Казахстан | вільна боротьба, до 74 кг | Срібло |
| Олімпійський кваліфікаційний турнір з боротьби 2008 (Мартіні) | Казахстан | вільна боротьба, до 74 кг | 5      |
| Золотий Гран-прі з боротьби 2009                              | Казахстан | вільна боротьба, до 74 кг | 11     |
| Турнір Олександра Медведя 2011                                | Казахстан | вільна боротьба, до 74 кг | Срібло |
| Київський Міжнародний турнір з боротьби 2013                  | Казахстан | вільна боротьба, до 74 кг | 22     |

### Виступи на змаганнях молодших вікових груп
| Змагання                                      | Збірна    | Вагова категорія          | Місце |
| --------------------------------------------- | --------- | ------------------------- | ----- |
| Чемпіонат світу з боротьби серед юніорів 2001 | Казахстан | вільна боротьба, до 76 кг | 19    |
| Чемпіонат Азії з боротьби серед юніорів 2002  | Казахстан | вільна боротьба, до 76 кг | 5     |
| Чемпіонат світу з боротьби серед кадетів 1998 | Казахстан | вільна боротьба, до 69 кг | 18    |
| Чемпіонат світу з боротьби серед кадетів 1999 | Казахстан | вільна боротьба, до 69 кг | 8     |